# Carlo Spampani

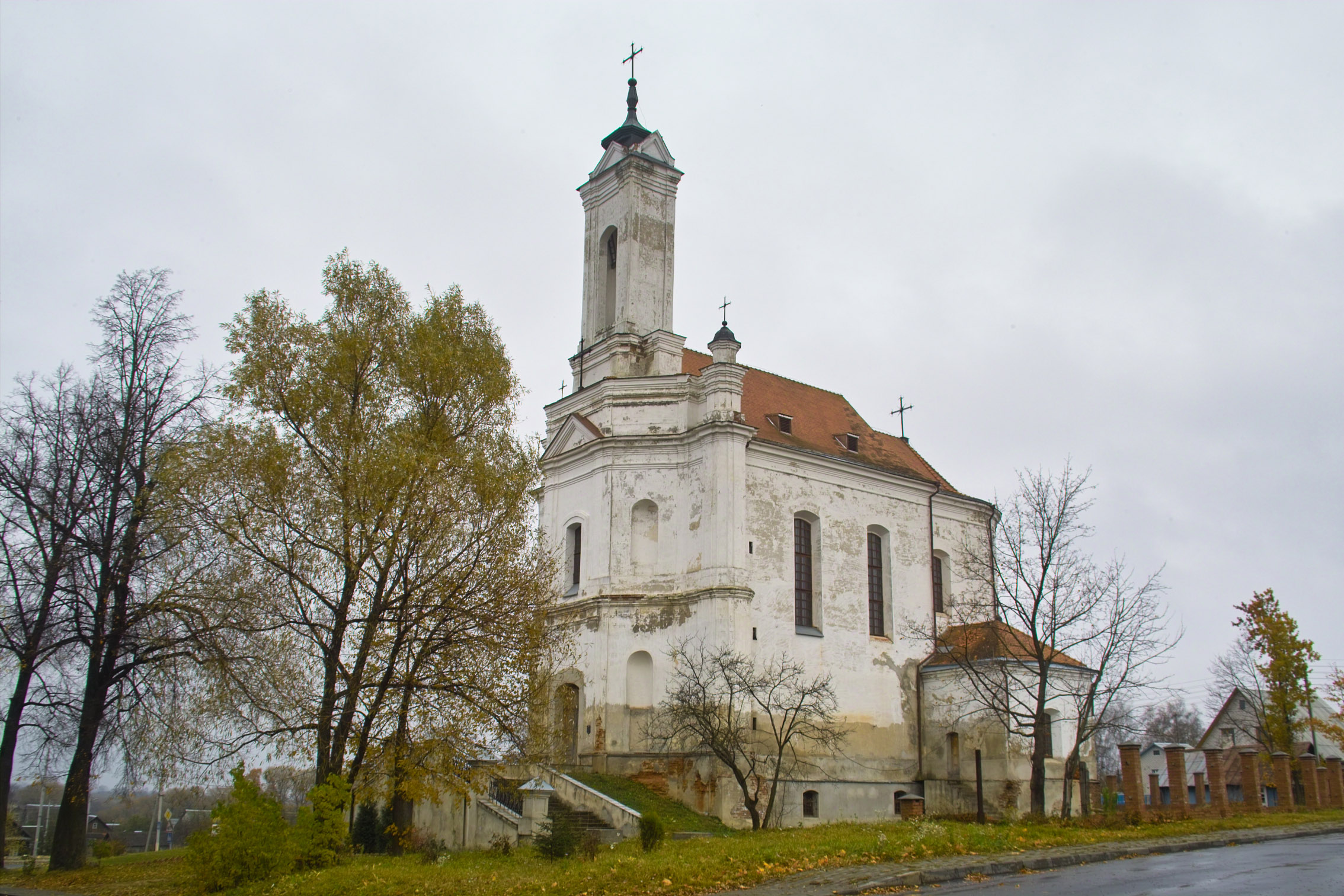
Kościół Narodzenia Najświętszej Marii Panny z 1774 w Zasławiu stan z 2006

Carlo Spampani (ur. ok. 1750 w Rzymie, zm. 2 marca 1785 w Różance) – polski architekt włoskiego pochodzenia, przedstawiciel wczesnego klasycyzmu

## Życiorys
Z pochodzenia Włoch. Urodzony prawdopodobnie w Rzymie, najpewniej kształcił się w Akademii św. Łazarza. W 1770 za namową swojego przyjaciela Franciszka Smuglewicza przyjechał do Rzeczypospolitej. Początkowo związał się z Wilnem, gdzie pracował dla zakonu jezuitów (do kasaty zakonu) i wykładał na Akademii Wileńskiej. W kolejnych latach podejmował zlecenia poza Wilnem, pracując m.in. dla wojewody wileńskiego Karola Radziwiłła, wojewody mińskiego Józefa Radziwiłła (wzniesienie dworu i założenie parku w Radziwiłłmontach), starosty mińskiego Dominika Przeździeckiego (budowa pałacu i ukończenie kościoła w Zasławiu), starosty oszmiańskiego Tadeusza Kociełła (budowa dworu i lamusa w Bienicy), podkanclerzego lit. Joachima Litawora Chrzeptowicza (dekoracja wnętrz pałacu w Szczorsach wg projektu Józefa de Sacco), pisarza skarbowego litewskiego Justyniana Niemirowicza-Szczytta (projekt i wzniesienie pałacu oraz założenie parku w Justynianowie, dokończenie i urządzenie wnętrz pałacyków w Dobrejmyśli i Tabołkach).
Spampani należał do pierwszych i najwybitniejszych architektów wczesnego klasycyzmu na terenie Wielkiego Księstwa Litewskiego. Skupiał się na architekturze rezydencjonalnej, przy czym projektował nie tylko budynki, ale także wystrój wnętrz, dekoracje i założenia parkowe. Pałace i dwory autorstwa Spampaniego ugruntowały rozpowszechnioną później na terenie Wielkiego Księstwa Litewskiego formę szlacheckiego dworu.
Zmarł niespodziewanie 2 marca 1785 w trakcie prac nad pałacem starosty wilejskiego Józefa Paca w Mytach i Różance. Spampani został pochowany w drewnianej cerkwi klasztoru Bazylianów w Ceprze pod Kleckiem. Na polecenie woj. mińskiego Józefa Radziwiłła, wykonawcy testamentu Spampaniego, wileński rzeźbiarz i wieloletni współpracownik Spampaniego – Karol Jelski, ozdobił jego grób portretowym medalionem.

## Wybrane prace
- pałac w Radzwiłłmontach
- pałac w Zasławiu
- dwór w Bienicy
- dekoracja wnętrz pałacu w Szczorsach
- pałac w Justynianowie
- dekoracja wnętrz pałacyków w Tabołkach i Dobrejmyśli[3]